# GVFI International
Die GVFI AG mit Sitz in Basel ist ein auf den Fleisch-Import spezialisiertes Schweizer Grosshandelsunternehmen. Sie führt Fleisch vornehmlich aus Europa, Südamerika und Australien/Neuseeland sowie in einem kleineren Rahmen aus Nordamerika ein und beliefert damit rund 150 Kunden in der ganzen Schweiz. Das Importvolumen belief sich 2012 auf 29'800 Tonnen, wovon rund ein Drittel auf Rindfleisch entfiel, je etwa 17 Prozent auf Geflügel-, Lamm- und Schweinefleisch sowie die restlichen 14 Prozent auf Pferdefleisch, Wild, Kalbfleisch und Schlachtnebenprodukte.
GVFI wurde 1947 als «Genossenschaft für Vieh- und Fleischimport» gegründet und im Jahr 2000 in eine Aktiengesellschaft umgewandelt. 2012 erwirtschaftete das Unternehmen einen Umsatz von 351 Millionen Schweizer Franken.
Das Unternehmen ist Mitglied bei der Branchenorganisation Proviande.